# 5,56 × 45 mm OTAN

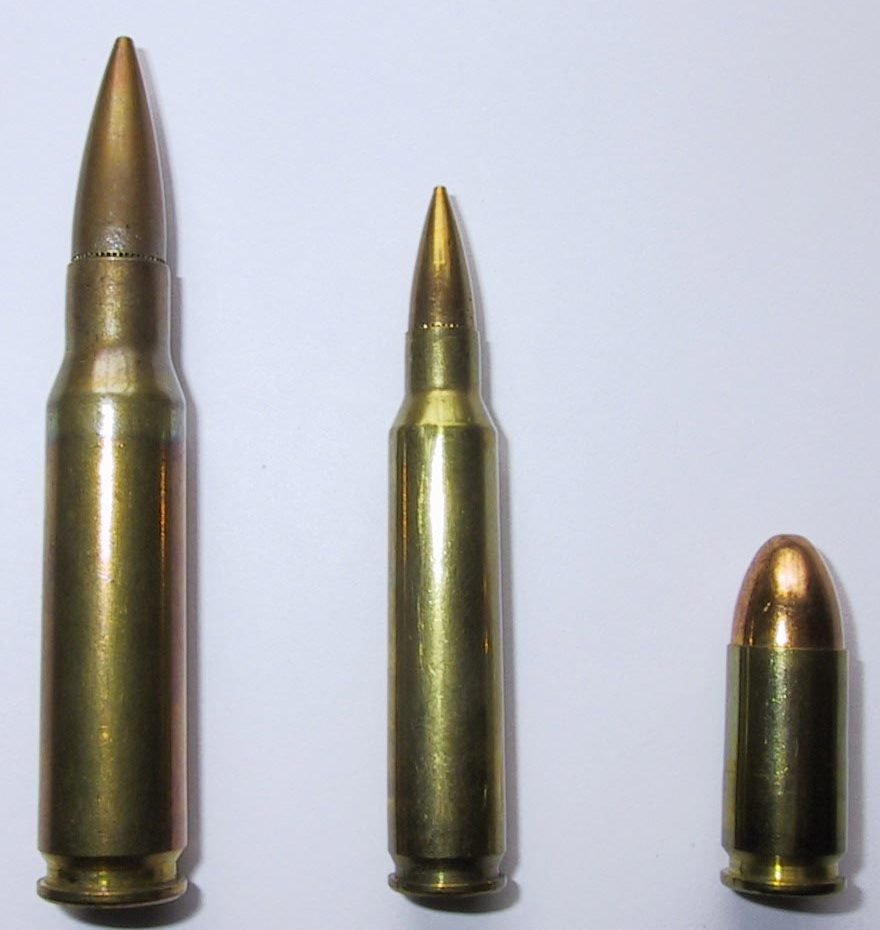
Comparació de 7,62 x 51 mm OTAN, 5,56 x 45 mm OTAN i 9 x 19 mm Parabellum.

El cartutx 5,56 × 45 mm OTAN és una munició per a fusell desenvolupada als Estats Units específicament per al fusell d'assalt M16 a la dècada de 1960. Posteriorment va ser adoptada com a munició estàndard de l'OTAN, i és utilitzada àmpliament pels seus exèrcits així com els de països no membres. Aquesta munició és una variant del cartutx .223 Remington.

## Història
Als anys 1950 el cartutx de fusell de calibre 7,62 x 51 mm (anomenat comercialment com a .308 Winchester) va ser elegit com a munició de fusell estàndard de l'OTAN en substitució del .30-06 Springfield.
Posteriorment van sorgir diverses crítiques sobre el calibre 7,62, ja que el consideraven massa potent pels fusells de servei del moment, causant retrocés excessiu i no permetent una cadència de foc prou alta. Això va provocar el desenvolupament de noves municions més lleugeres per part d'empreses dels Estats Units d'Amèrica que portarien al cartutx 5,56 x 45 mm, adoptat per l'exèrcit dels Estats Units i posteriorment als anys 1970 per l'OTAN.
Des de la seva implementació han sorgit certes crítiques a aquest calibre degut a una menor abast efectiu i poder destructiu que altres calibres militars, a pesar d'això s'ha implementat a la major part de forces armades del món. Aquestes crítiques s'han accentuat davant de l'experiència en combat a la Guerra de l'Afganistan on les tropes de la Força Internacional d'Assistència i de Seguretat, armades sobretot amb el calibre 5,56, es van trobar combats amb l'enemic a més de 300 (la distància màxima efectiva en combat d'aquesta munició). Això ha portat a la reintroducció d'armes amb el 7,62 x 51 mm OTAN, així com el desenvolupament de versions millorades de la munició del 5,56. Una altra tendència de la dècada del 2000 és el disseny i introducció de cartutxos sense plom (ni en la bala ni en el propel·lent), per evitar-ne l'impacte ambiental.

## Comparació del 5,56 mm OTAN i el 7,62 mm OTAN
| Cartutx      | Model | Mida del cartutx | Pes del cartutx  | Pes de la bala  | Velocitat                | Energia |
| ------------ | ----- | ---------------- | ---------------- | --------------- | ------------------------ | ------- |
| 5,56 mm OTAN | M855  | 5,56×45 mm       | 12,31 g (190 gr) | 4,02 g (62 gr)  | 945,5 m/s (3.100 peus/s) | 1.797 J |
| 7,62 mm OTAN | M80   | 7,62×51 mm       | 25,40 g (392 gr) | 9,33 g (147 gr) | 838,0 m/s (2.749 peus/s) | 3.275 J |